# Национални фудбалски стадион (Србија)
Национални фудбалски стадион је вишенаменски стадион у изградњи који се налази у Сурчину. Изградња је почела 1. маја 2024. Трошкови изградње процењују се на 970 милиона евра.

## Историја
Председник Републике Србије Александар Вучић најавио је 2021. године почетак изградње стадиона за наредну, 2022. годину. Тада је потврдио да ће се стадион налазити у Сурчину, рекавши да ће бити близу ауто-пута Милош Велики и пута Нови Београд—Сурчин. Он је том приликом изнео детаље и о самој конструкцији, а Министарство финансија представило је 3D приказе будућег стадиона.
Планирани капацитет Националног фудбалског стадиона је до 60.000 гледалаца односно 52.000 сталних места, уз могућностдодавања 8.000 привремених места за значајне догађаје. Према процени из јула 2022. Национални стадион који је пре три и по године требало да кошта 150 милиона евра, до 2025. године коштати 418 милиона евра. Према процени просторног плана подручје посебне намене националног стадиона која је током октобра 2021. представљена у Министарству грађевинарства, саобраћаја и инфраструктуре, цео комплекс планиран је на 114 хектара у Сурчину код обилазнице око Београда, између петље Сурчин-југ и петље Остружница. Према овом плану, на 31,8 хектара нићи ће Национални стадион, а на 14,8 хектара пратећи спортски објекти. На 3,8 хектара биће инфраструктурни објекти и око 7,5 хектара се односи на водну површину, односно канал Галовица који ће бити искоришћен за скупљање вода. Ту су и комерцијални садржаји као што су пословни и канцеларијски простор, конгресни простор, продавнице сувенира и спортске опреме, тржни центар, салони забаве, ресторани, кафетерије итд.
Фискални савет је у новембру 2024. на основу Фискалне стратегије за 2025. проценио да ће трошкови изградње Националног стадиона са пратећим садржајима износити 970 милиона евра, односно 112,4 милијарди динара.